# 百姓 (姓氏)
百姓是中国人的一个数字姓。

## 起源
- 主要為秦國的大夫百里姓簡化而得，後多改姓孟、白等。
- 上古的君主百皇氏（栢皇氏）後人。
- 古時「伯姓」與「百姓」相通，故有「伯姓」改氏。

## 分布
百姓主要分布於北京、浙江、河南、四川、重慶等地。

## 知名人物
- 百丰：战国时期
- 百坚：明代
- 百龄：清代

## 延伸阅读
[在维基数据编辑]
 《欽定古今圖書集成·明倫彙編·氏族典·百姓部》，出自陈梦雷《古今圖書集成》